# Susan B. Anthony Day
Le Susan B. Anthony Day  (la journée Susan B. Anthony ou le Susan B. Anthony Birthday (naissance  de Susan B. Anthony)  est une célébration américaine en hommage à Susan B. Anthony pour rendre hommage à sa contribution majeure aux droits des femmes aux États-Unis. Il est célébré le 15 février de chaque année en référence à la date d'anniversaire de Susan B. Anthony qui a eu lieu le 15 février 1820.

## Histoire
L'initiative de cette célébration est lancée par la démocrate Carolyn Maloney, qui propose lors de la 112° session de la Chambre des représentants un projet de loi le Susan B. Anthony Birthday Act le 11 février 2011,.

## La célébration

### L'élargissement du Susan B. Anthony Day
Le président Donald Trump rend hommage à  Susan B. Anthony lors du Susan B. Anthony Day de 2019, puis en 2020 il demande pardon pour les arrestations et amendes subies par Susan B. Anthony